# Acacia gladiiformis
Acacia gladiiformis är en ärtväxtart som beskrevs av George Bentham. Acacia gladiiformis ingår i släktet akacior, och familjen ärtväxter. Inga underarter finns listade i Catalogue of Life.